# Islam Shawky
Islam Shawky, né le 6 octobre 1995, est un coureur cycliste égyptien.

## Biographie
En fin d'année 2015, il est stagiaire au Centre mondial du cyclisme.

## Palmarès sur route

### Par année
- 2013
  -  Champion arabe sur route juniors
- 2015
  -  Champion d'Égypte sur route
  - 1re (contre-la-montre) et 3e étapes du Tour d'Égypte
- 2017
  - 2e du championnat d'Égypte sur route
  - 3e du championnat d'Égypte du contre-la-montre

### Classements mondiaux
| Année           | 2015 | 2016 | 2017 |
| --------------- | ---- | ---- | ---- |
| UCI Africa Tour | 219e | 107e | 180e |

## Palmarès sur piste

### Championnats d'Afrique
- Casablanca 2016
  -  Médaillé de bronze de la vitesse par équipes
  -  Médaillé de bronze de la poursuite par équipes